# Operacja tobolska
Operacja tobolska – działania bojowe białej Armii Rosyjskiej adm. Aleksandra Kołczaka przeciwko czerwonym 5 i 3 Armii, prowadzone między 1 września a 1 października 1919 r. Ich celem było odrzucenie Armii Czerwonej powtórnie za Toboł i przejście do ofensywy w kierunku zachodnim. Plany białych zostały zrealizowane jedynie częściowo; czerwoni zostali faktycznie zmuszeni do wycofania się za Toboł, jednak Armia Rosyjska straciła zbyt wielu żołnierzy, by przeprawić się przez rzekę i kontynuować działania zaczepne. Była to ostatnia ofensywa białych na Syberii.

## Tło wydarzeń
Na przełomie lipca i sierpnia 1919 r. Armia Zachodnia, jedno z głównych zgrupowań Armii Rosyjskiej adm. Aleksandra Kołczaka, poniosła klęskę w starciu z 5 Armią Czerwoną w wielkiej bitwie pod Czelabińskiem. Biali zostali zmuszeni do odwrotu w kierunku Kurganu i nad Toboł. 4 sierpnia 26 dywizja strzelecka zdobyła Troick, rozdzielając siły Kołczaka na dwie części. Wojska białych, które od maja-czerwca 1919 r. nieustannie się cofały, tracąc kolejne miasta, były w znacznym stopniu zdemoralizowane. Tymczasem Armia Czerwona kontynuowała natarcie równocześnie w kilku kierunkach: 5 Armia, dowodzona przez Michaiła Tuchaczewskiego, nadal poruszała się na wschód wzdłuż linii kolejowej Czelabińsk-Kurgan-Pietropawłowsk, 3 Armia pod tymczasowym dowództwem Michaiła Ałafuzo przemieszczała się również na wschód wzdłuż linii Jekaterynburg-Tiumeń-Iszym, natomiast 1 i 4 Armia zepchnęły oddziały Kozaków orenburskich do granic rosyjsko-perskiej i rosyjsko-chińskiej. W połowie sierpnia biali bez walki opuścili Kurgan i Tiumeń. 20 sierpnia Armia Czerwona przekroczyła Toboł. Czerwoni podeszli na odległość 70 km od rzeki Iszym, stwarzając bezpośrednie zagrożenie dla przepraw w Pietropawłowsku i Iszymie, co oznaczałoby upadek ostatniej naturalnej bariery przed miastem, gdzie rezydował rząd Kołczaka – Omskiem.
W sztabie Kołczaka wywiązała się dyskusja, czy należało ewakuować rząd dalej na wschód, za Ob lub nawet nad Bajkał, czy też podjąć próbę kontrataku i zmusić czerwonych do odejścia za Toboł. Za pierwszym rozwiązaniem opowiadał się minister wojny w rządzie Kołczaka Aleksiej Budberg, który podnosił, że żołnierze i oficerowie białych nie chcieli walczyć, a przeprowadzenie ofensywy, wobec niskiego morale i braków w sprzęcie było faktycznie niemożliwe. Pozostali członkowie rządu Kołczaka byli jednak stanowczo przeciwni opuszczeniu Omska. Generałowie Michaił Diterichs, Aleksandr Andogski i Konstantin Sacharow przekonali Kołczaka do tego, że kontrofensywa białych była nie tylko możliwa, ale i pożądana. Zwłaszcza Aleksandr Andogski twierdził, że Armia Rosyjska całkowicie się zregenerowała po wcześniejszych klęskach, zaś Sacharow pragnął zatrzeć pamięć o nieudanej operacji pod Czelabińskiem, która była realizowana według jego planów. Przeważył pogląd, że należało podjąć działania zaczepne, Budbergowi zaś zarzucono nadmierny pesymizm.

## Przebieg ofensywy

### Plany białych
Opracowany przez nowego szefa sztabu Armii Rosyjskiej gen. Michaiła Diterichsa plan zakładał wyprowadzenie głównego uderzenia przeciwko czerwonej 5 Armii znad Iszymu, 1 września 1919 r., na centralnym odcinku frontu. Wspierające uderzenie miało zostać wyprowadzone na prawą flankę 5 Armii przez grupę kawalerii; ta część planu została najprawdopodobniej zainspirowana przez rajd Mamontowa. Przed przystąpieniem do działania siły białych zostały przegrupowane: na północnym odcinku frontu Armię Syberyjską podzielono na 1 i 2 Armię (odpowiednio pod dowództwem gen. Anatolija Piepielajewa i gen. Nikołaja Łochwickiego), natomiast na odcinku południowym, w rejonie Pietropawłowska, resztki Armii Zachodniej przemianowano na 3 Armię, utworzono także Grupę Stepową, którymi mieli dowodzić odpowiednio gen. Konstantin Sacharow i gen. Dmitrij Lebiediew. Natomiast grupa kawalerii wprowadzona do planu Diterichsa w sierpniu 1919 r. jeszcze nie istniała i planowano dopiero zaciąg żołnierzy do niej. Według początkowej koncepcji biali zamierzali wcielić do armii wszystkich żyjących w guberni omskiej mężczyzn w wieku od 18 do 43 lat, jednak wywiad Kołczaka odradził mu tę koncepcję, wskazując, że część chłopów popierała czerwonych, a w Omsku mogło nawet dojść do otwartego powstania. Postanowiono zatem ograniczyć zaciąg wyłącznie do przedstawicieli tych warstw społecznych, które uważano za sprzyjające białym. 9 i 18 sierpnia 1919 r. ogłoszono mobilizację mieszczan w wieku 18-43 lata, z wykształceniem podstawowym lub średnim, także pracujących w administracji Kołczaka, a następnie także mobilizację zamożnych chłopów. W rzeczywistości biali zdołali wcielić do wojska najpewniej nie więcej niż 1/4 mężczyzn spełniających kryteria. Ostatnią, również nieudaną próbę masowej mobilizacji podjęto 27 sierpnia. Niewiele skuteczniej zaciąg do białej kawalerii prowadził gen. Pawieł Iwanow-Rinow, który w lipcu i sierpniu 1919 r. objeżdżał w tym celu stanice Kozaków syberyjskich, jednak zamiast zakładanych 20 tys. żołnierzy zdołał pozyskać jedynie 7500 ludzi według ocen własnych, a 3-4 tys. – według szacunków czerwonych.
W kontaktach z zagranicznymi sojusznikami biali adm. Kołczaka twierdzili, że dysponują siłami rzędu 100-130 tys. żołnierzy. Bardziej realne są jednak szacunki, jakie biali dowódcy wskazywali później we wspomnieniach oraz szacunki czerwonych – 50-60 tys. żołnierzy. Siły, które Diterichs zamierzał skierować do ofensywy, były zdemoralizowane – powszechnym zjawiskiem były dezercje. Według Evana Mawdsleya dawna Armia Syberyjska ruszała do ofensywy ostatkiem sił. Formacje określane jako armie w rzeczywistości były liczebnie bliższe dywizjom, dywizje – batalionom. Innym problemem białych były konflikty w najwyższym dowództwie i w sztabie, w tym podważanie autorytetu ministra wojny Budberga. Biali byli przekonani, że ofensywa nad Tobołem odniesie sukces, a gen. Diterichs nie opracował nawet planów działania na wypadek jej niepowodzenia.

### Przebieg operacji
Mimo trudności z uzupełnianiem wojsk, 1 września 1919 r. zgodnie z planem Diterichsa biali przystąpili do ofensywy. 1 Armia, uderzając na centralnym odcinku, odniosła początkowo taktyczne zwycięstwa nad słabszą liczebnie 5 Armią Czerwoną, która została częściowo odwołana na front południowy do walki z Siłami Zbrojnymi Południa Rosji idącymi na Moskwę. Na korzyść białych zadziałał także fakt, że awangarda 5 Armii oddaliła się od głównych jej sił aż na odległość 500 km (sztab armii pozostawał w Czelabińsku). Do 7 września szereg lokalnych sukcesów odniosła również kawaleria Iwanowa-Rinowa, ona też 9 września całkowicie rozbiła cztery pułki 5 i 35 dywizji strzeleckiej 5 Armii w pobliżu stanicy Priesnowskiej. Na wieść o tych sukcesach sztab Kołczaka poinformował swoich zagranicznych sojuszników o "sukcesie na wszystkich frontach". Jedynie 2 Armia nie zdołała przełamać oporu 3 Armii Czerwonej.
W ciągu kolejnych dwóch tygodni biali systematycznie zmuszali czerwonych do wycofywania się na zachód. Gwarancją sukcesu całej operacji byłby jednak dopiero rajd kawalerii Iwanowa-Rinowa, który w założeniach Diterichsa miał zająć Kurgan, przeciąć linie kolejowe i zniszczyć mosty, a tym samym uniemożliwić czerwonym odejście za Toboł w zorganizowany sposób. Tymczasem Iwanow-Rinow, chociaż miał ku temu wszelkie możliwości, w ogóle nie przystąpił do przeprowadzania rajdu, ignorując sześć kolejnych rozkazów Diterichsa. 19 września Diterichs pozbawił Iwanowa-Rinowa dowództwa, polecił mu przyjazd do Omska i mianował nowym dowódcą korpusu kozackiego gen. Biełowa. Zaledwie pięć dni później, pod naciskiem kozackich oficerów, adm. Kołczak osobiście odwołał tę decyzję. Iwanow-Rinow został ponownie skierowany na front i ponownie polecono mu dowodzenie działaniami zaczepnymi.
Białym nie udało się odciąć czerwonych od rzeki. 30 września 5 Armia wycofała się na lewy, zachodni brzeg Tobołu, oddając bez walki Tobolsk, do którego wkroczyła 1 Armia. W niektórych rejonach czerwoni cofali się na zachód w tempie 40 km dziennie. Byli jednak w stanie umocnić się na linii rzeki, przegrupować się i oczekiwać tam na posiłki. Biali wzięli do niewoli 15 tys. jeńców, zdobyli 21 dział i 100 karabinów maszynowych. Ponownie biali byli przekonani o rychłym pokonaniu bolszewików: przychylna Kołczakowi prasa donosiła o tym, że gen. Judeniczowi udało się zdobyć Piotrogród, Siły Zbrojne Południa Rosji były na przedpolach Moskwy, a rząd Lenina prosił o pokój. Nastroje takie udzieliły się nawet samemu Kołczakowi. Tymczasem biali ponieśli podczas ofensywy znaczne straty: 3 Armia straciła tylko w pierwszym tygodniu września 20% stanu osobowego, a dokonanie uzupełnień było niemożliwe. Szereg mniejszych jednostek Armii Rosyjskiej stracił około połowy żołnierzy i oficerów. Według szacunków białego gen. Fiłatjewa w momencie osiągnięcia linii Tobołu Armia Rosyjska liczyła nie więcej niż 20 tys. wyczerpanych żołnierzy.
1 października 1919 r. działania wojenne nad Tobołem, rozdzielającym wrogie siły, ustały. W ciągu kolejnych dwunastu dni czerwoni otrzymali uzupełnienia w sile przynajmniej 24 tys. nowych rekrutów i 18 października przystąpili do kolejnej ofensywy, której celem był Omsk.